# A.n.d.r.e.
A.n.d.r.e. (* 1. November 1992 in Wolfsburg; eigentlich André René Schmidt) ist ein deutscher Popsänger.
Schmidt wuchs zusammen mit seinem jüngeren Bruder bei seiner Mutter und seinem Stiefvater im Emsland auf. Das Gesangstalent des Schülers trat anfänglich bei einer Veranstaltung an seiner Schule in Esterwegen deutlich hervor, wo er im Sommer 2005 für das musikalische Programm des Abschlussballs eingeladen wurde. Seine Mutter meldete ihn daraufhin für den Karaokewettbewerb Morningstar im Sat.1-Frühstücksfernsehen an. Mit der Interpretation des Hits Ich lebe von Christina Stürmer am 25. November 2005 sorgte er für einen neuen Rekord in der Sendung. In der telefonischen Abstimmung votierten 94 Prozent der Zuschauer positiv, so viele wie bis dahin noch für keinen anderen Auftritt zuvor.
Durch den Auftritt wurde ein Manager auf Schmidt aufmerksam und nahm ihn unter Vertrag. Er handelte für ihn einen Plattenvertrag mit dem Unterhaltungskonzern Universal Music Group aus. Produziert von Jens Kuphal und Götz von Sydow entstand im Sommer 2006 Andres Debütsingle Warum Du?. Der Gitarrenpop-Song handelt von seinem Kumpel, der ihm die Freundin ausgespannt hat.
Zur Vermarktung wurde im Nachmittagsprogramm des deutschen Kinderfernsehsenders Nick ab dem 28. September 2006 täglich das Startagebuch ausgestrahlt, in dem Andre einen Newcomer auf dem Weg von seiner Entdeckung bis hin zu seinem Durchbruch mimte. Am 27. Oktober 2006 kam die Single schließlich auf den Markt und stieg auf Anhieb in die deutschen Musikcharts ein.

## Diskografie
- 2006: Warum Du? (Single)